# Leisure City
Leisure City è un Census-designated place degli Stati Uniti d'America situato nella parte meridionale della Contea di Miami-Dade dello Stato della Florida.
Secondo le stime del 2010, la città ha una popolazione di 22.152 abitanti su una superficie di 8,80 km².